# Nova Guinea
Nova Guinea (abreviado Nova Guinea) fue una revista con ilustraciones y descripciones botánicas que fue editada en Leiden. Se publicaron 18 números desde el año 1909 a 1936 y una nueva serie con los vols. 1-10, en los años 1937 a 1959, con el nombre de Nova Guinea; a Journal of Botany, Zoology, Anthropology, Ethnography, Geology and Palaeontology of the Papuan Region. Fue reemplazada por Nova Guinea, Botany.